# Insalata di nervetti
L'insalata di nervetti (in milanese nervitt in insalàda) è un antipasto tipico della cucina milanese.

## Descrizione
Nonostante il nome, la pietanza non contempla la presenza dei nervi: il nome deriva infatti dalla corruzione del nome dialettale "gnervitt", con cui si indicano le cartilagini del ginocchio e dello stinco del vitello, base della preparazione. Il piatto, oggi molto meno diffuso di un tempo, era usato nella cucina popolare e come antipasto da abbinare al vino nelle osterie popolari del milanese. Il piatto consiste nelle cartilagini, dopo un'opportuna bollitura in un leggero brodo di carote e sedano, tagliate a listarelle e unite assieme a cipollotti, sale, pepe, olio e aceto. Accanto alla versione base appena citata, esistono versioni più "ricche" con l'aggiunta di fagioli bianchi di Spagna e prezzemolo, oppure con cipolle sotto aceto al posto del cipollotto. La pietanza è tipicamente accompagnata da un vino bianco o un rosato, ad esempio un Garda Bresciano Chiaretto.